# Batalla de Maida
La batalla de Maida tuvo lugar el 4 de julio de 1806 durante la campaña de las tropas de Napoleón para invadir Calabria y completar la ocupación del Reino de Nápoles. El contralmirante británico William Sidney Smith, temiendo la invasión francesa de Sicilia, donde se había refugiado el rey Fernando IV, desembarcó una fuerza expedicionaria de aproximadamente 5000 hombres y varios cañones bajo el mando del general John Stuart, en la llanura Santa Eufemia al pie de la localidad de Maida en la provincia de Catanzaro.

## La batalla
Una columna de artillería francesa, mal equipada de 5800 soldados franceses, al mando del general Jean Reynier, se enfrentaron contra 5350 soldados británicos con la intención de repelerlos de vuelta al mar. Sin embargo, la apresurada decisión del general Reynier de atacar en lugar de esperar refuerzos en la posición fortificada de Maida  resultó desastrosa.
Stuart dispuso a sus soldados en dos líneas paralelas, una formación típica de la infantería inglesa y manteniendo un regimiento en reserva con el objetivo de interrumpir la vía de comunicación del enemigo con Monteleone. También dio órdenes de proteger la cabeza de puente, que se utilizaría en caso de derrota y retirada inmediata, confiando la tarea al capitán Fisher del regimiento suizo Watteville. Al mismo tiempo ordenó al joven teniente ingeniero naval Charles Boothby que permaneciera en la cabeza de playa, el cual se posicionó en lo alto del bastión de Malta, desde donde podía observar la batalla y dirigir a sus hombres que defendían la cabeza de puente.
Las tropas de Napoleón, apoyadas por 6 piezas de artillería, contra las 16 piezas de artillería británicas quienes tenían la protección de la artillería naval de la flota inglesa, a las 8.30 horas del 4 de julio atacaron a las compañías francesas, demostrando ser capaz de ocasionar un daño grave.
La batalla fue de corta duración (sólo diez minutos) pero los franceses perdieron alrededor de 500 hombres (entre muertos y heridos), por consecuencia se retiraron hacia Catanzaro siguiendo el valle del Amato, abandonando la artillería y todo el material que tenían. Las tropas británicas sufrieron en total unas cincuenta muertes, los cuales dos días después reembarcaron, habiendo descargado mientras tanto el material necesario para apoyar la insurrección en Calabria.

## Consecuencias
La importancia de este choque no es comparable a las grandes batallas que se libraron en Europa Central contra los prusianos. Después de Maida, de hecho, Calabria se levantó en armas y durante al menos 4/5 años los franceses no pudieron controlarla.

## Entradas relacionadas
- Tercera Coalición

- Datos: Q588075
- Multimedia: Battle of Maida / Q588075